# بيتر خليفة
بيتر خليفة هو وكيل رياضي ومدرب كرة قدم ولاعب كرة قدم لبناني وسويدي في مركز الوسط، ولد في 29 يناير 1990 في ليماسول في قبرص.

## وصلات خارجية
- بيتر خليفة على موقع Soccerway.com (الإنجليزية)
- بيتر خليفة على موقع كووورة